# أنطوان روسيل
أنطوان روسيل (بالفرنسية: Antoine Roussel) (و. 1989  م) هو لاعب هوكي الجليد، من فرنسا، ولد في مدينة روبيه، مركز لعبه هو جناح ‏.

## روابط خارجية
- أنطوان روسيل على موقع دوري الهوكي الوطني (الإنجليزية)
- أنطوان روسيل على موقع الدوري الأمريكي لهوكي الجليد (الإنجليزية)
- أنطوان روسيل على موقع EliteProspects.com (الإنجليزية)
- أنطوان روسيل على موقع Eurohockey.com (الإنجليزية)
- أنطوان روسيل على موقع HockeyDB.com (الإنجليزية)
- أنطوان روسيل على موقع Hockey-Reference.com (الإنجليزية)